# Dualitástétel
A dualitástétel a lineáris programozás fontos tétele. Segítségével ellenőrizhető, hogy tényleg a megfelelő szélsőértéket adták-e meg. De vannak más alkalmazásai is, például a játékelméletben vagy a gráfelméletben.

## Általános alak
{\displaystyle \max\{c_{0}x_{0}+c_{1}x_{1}:Px_{0}+Ax_{1}=b_{0}} {\displaystyle Qx_{0}+Bx_{1}\leq b_{1}x_{1}\geq 0\}}
{\displaystyle \min\{b_{0}y_{0}+b_{1}y_{1}:y_{0}P+y_{1}Q=c_{0}} {\displaystyle y_{0}A+y_{1}B\geq c_{1}y_{1}\geq 0\}}

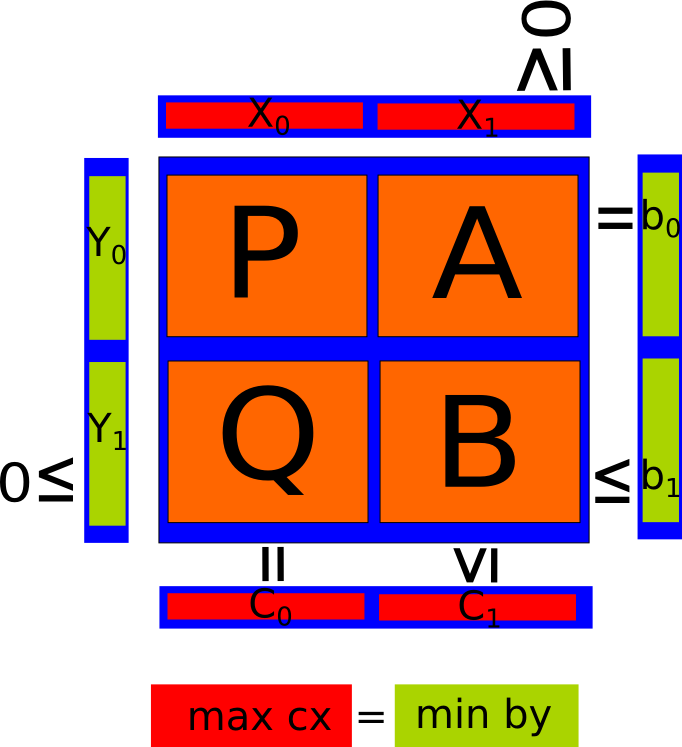
Dualitás tétel

A duális poliéder függ R megadásától, sőt c-től is.
Tekintve ugyanis a dimenziókat, {\displaystyle R^{*}\in \mathbb {R} ^{m=m_{1}+m_{2}}} {\displaystyle R\in \mathbb {R} ^{n=n_{1}+n_{2}}}

## Bizonyítás
A tétel egy egyszerűbb, szimmetrikus alakja:
Tegyük fel, hogy {\displaystyle R=\{x:Qx\leq b\}} nem üres, és {\displaystyle R=\{cx:x\in R\}} felülről korlátos. Ekkor a primál program maximuma egyenlő a duál program minimumával.
Azaz {\displaystyle \max\{cx:Qx\leq b\}=\min\{by:y\geq 0,yQ=c\}}.
Az egyik irány könnyű. Hármas szorzattal {\displaystyle cx=(yQ)x=y(Qx)\leq yb}. A másik irányhoz kell egy megoldáspár, amire az egyenlőség teljesül. Ezek bázismegoldások lesznek. Ha {\displaystyle \{cx:x\in R\}} felülről korlátos, akkor maximumát egy bázismegoldáson is felveszi.
A bizonyítás folytatásához szükség van egy lemmára.
Lemma: legyen {\displaystyle R=\{x:Qx\leq b\}} nem üres, és {\displaystyle \{cx:x\in R\}} felülről korlátos. Ekkor a következők ekvivalensek:
1. cx* minden {\displaystyle x\in R}, x* optimális
2. nincs növelő irány, azaz nincs x1, hogy {\displaystyle Q_{x^{*}}^{=}}x1 {\displaystyle cx^{1}>0}, ahol {\displaystyle Q_{x^{*}}^{=}} a Q mátrixnak azokat a sorait jelöli, amiket x* egyenlőséggel teljesít
3. a c vektor benne van x* aktív sorainak kúpjában, azaz van y*, {\displaystyle y^{*}\geq 0} {\displaystyle y^{*}Q=c} és ha {\displaystyle y^{*}(i)>0,} akkor {\displaystyle q_{i}x^{*}=b(i)}. Ekvivalensen {\displaystyle cx^{*}=by^{*}}.

A lemma bizonyítása a Farkas-lemma segítségével:
Ha lenne x1 növelő irány, akkor egy kicsit elmozdulva az x1 irányban az {\displaystyle x^{*}+\lambda x^{1}} vektor még mindig benne lenne R-ben. Ez {\displaystyle cx^{1}>0} miatt ellentmond {\displaystyle cx^{*}} maximalitásának.
Ha van x1 növelő irány, akkor a Farkas-lemma balról szorzós alakja szolgáltat egy y1 vektort, amit 0 koordinátákkal kiegészítve y* kapható.
Tetszőleges{\displaystyle x\in R} esetén {\displaystyle cx=y^{*}Qx\leq y^{*}b}, vagyis y*b felső korlát {\displaystyle \{cx:x\in R\}}-re. {\displaystyle x^{*}\in R} biztosan optimális, ha {\displaystyle cx^{*}=by^{*}}, és a 3.-ban jelzett másik állítás ezzel ekvivalens.
A tétel bizonyítására visszatérve:
a lemma szerint van {\displaystyle y^{*}\in R^{*}:y^{*}(b-Qx^{*}=0)}, amiből {\displaystyle y^{*}b=cx^{*}}, és ezzel vége a bizonyításnak.